# Wilfrid Le Gros Clark
Sir Wilfrid Edward Le Gros Clark (Hemel Hempstead, 5 giugno 1895 – Burton Bradstock, 28 giugno 1971) è stato un chirurgo e paleontologo inglese.
Insegnò anatomia ad Oxford.
È conosciuto al giorno d'oggi per i suoi contributi nello studio dell'evoluzione umana.
Nel 1953, assieme a Joseph Weiner e Kenneth Oakley, provò che l'uomo di Piltdown altro non era che un falso scientifico
Nel 1950, assieme a Louis Leakey, fu fautore della classificazione di Proconsul nyanzae come specie a sé stante, separata da Proconsul africanus.